# Lista de membros da Royal Society eleitos em 1819
Membros da Royal Society eleitos em 1819.

## Fellows of the Royal Society (FRS)
1. Clarke Abel (1780–1826)
2. Robert Barlow (1757–1843)
3. Henry De la Beche (1796–1855)
4. John Brooke (1773–1821)
5. Henry James Brooke[2] (1771–1857)
6. Joshua Brookes[3] (1761–1833)
7. George Butler[4] (1774–1853)
8. John Campbell, 7º Duque de Argyll (1777–1847)
9. Thomas Chevalier[5] (1767–1824)
10. Sir George Clerk[6] (1787–1867)
11. George Lewis Newnham Collingwood (1782–1837)
12. William Conybeare[7] (1787–1857)
13. John Hutton Cooper (1765–1828)
14. George Gilbert Currey (m. 1822)
15. George Dollond (1774–1852)
16. Henry Ellis[8][9] (1777–1855)
17. John Fisher (1748–1825)
18. John Leslie Foster (died 1842)
19. Benjamin Gompertz[10][11][12] (1779–1865)
20. Thomas Greatorex (1758–1831)
21. Robert Hamilton (m. 1832)
22. George Hunt (1789–1861)
23. James Devereux Hustler (m. 1850)
24. Jeremiah Ives (1777–1829)
25. Archibald Kennedy (1770–1846)
26. Charles Henry Bellenden Ker[13] (1785–1871)
27. Francis Lunn (1795–1839)
28. Colin Mackenzie (1753–1821)
29. George Magrath (1775–1857)
30. Alfred Le Marchant (n. 1819)
31. Frederick Marryat[14] (1792–1848)
32. Murray Maxwell[15] (1775–1831)
33. James Justinian Morier[16] (1780–1849)
34. Charles Savill Onley (1757–1843)
35. George Ormerod[17] (1785–1873)
36. William Pearson[18] (1767–1847)
37. Thomas Phillips (1770–1845)
38. Archibald John Primrose[19] (1783–1868)
39. William Prout[20] (1785–1850)
40. John Sprat Rainier (m. 1822)
41. John Ramsbottom (m. 1845)
42. Joseph Smith (1775–1857)
43. Charles Tweedie (1799–1821)
44. Henry Walter[21] (1785–1859)
45. Grant David Yeats[22] (1773–1836)

## Foreign Members of the Royal Society (ForMemRS)
1. Felipe Bauza (1764–1834)
2. Francisco de Borja Garção Stockler (1759–1829)

## Royal Fellows
1. Maximiliano José de Áustria-Este (1782–1863)